# Illuminata (Band)
Illuminata ist eine österreichische Symphonic-Metal-Band aus Graz.

## Geschichte
Illuminata wurden 2006 von Lukas Knoebl und Dave Trummer gegründet. In den ersten Jahren variierte die Besetzung der Band. 
2007 veröffentlichte die Band die EP Lachrymal in Eigenregie. Zwei Jahre später folgte das Album From the Chalice of Dreams. Mit dem 2011 nachfolgenden Album A World So Cold konnte die Band wachsenden internationale Anerkennung verbuchen. Magazine und Webseiten wie Legacy und Stormbringer.at bewerteten das Album positiv. Die Band trat in dieser Phase als Support für Xandria, Visions of Atlantis und Serenity, sowie auf dem Metalchamp in Slowenien auf. Das 2015 folgende Album Where Stories Unfold wurde durch eine Crowdfunding-Kampagne finanziert und ermöglichte die Zusammenarbeit mit dem 60-köpfigen Tschechischen Filmorchester, zwei Chören und diversen Kammermusikern.

## Stil und Beurteilung
Die Band bezeichnet ihren Stil als Cinematic-Metal. Die Bezeichnung wird auf die Verbindung von symphonischer Filmmusik mit Heavy Metal zurückgeführt. Auch in Rezensionen wird auf diese Mischung verwiesen. Die Musik von Illuminata liege „zwischen Nightwish und Fluch der Karibik“ (IlonA auf metalglory.de). In einer Gesamtbetrachtung wird der Band eine große Nähe zu bestehenden Genreinterpreten zugesprochen, so sei „Illuminata etwas für Fans von Epica, Nightwish und ReVamp, die Musik aus Disney- sowie Fantasyfilmen zu schätzen wissen und zusätzlich mit dem Namen Hans Zimmer etwas anfangen können.“ (Petra D. auf Time for Metal) Insbesondere wird den Arrangements von einigen Rezensenten hohe Qualität zugesprochen. Die Musik weise „toll inszenierte Orchesterparts“ (Manfred auf stormbringer.at). auf. Auch auf Powermetal.de wird die Produktion des Orchesters als „exzellent produziert“ hervorgehoben und sie gingen „auch in puncto Variation und Dynamik über das hinaus[…], was die meisten Bands in diesem Sektor liefern.“ Allerdings stünden dieser Stärke „Schwäche im metallischen Teil der Musik“ gegenüber. Die Gitarren und das Schlagzeug stünden im Hintergrund und das Riffing sei „eher durchschnittlich“ während sich die Band darauf beschränke, „den Orchester-Arrangements durch E-Gitarren mehr Druck zu verleihen.“ Im Kontext des Symphonic Metal wird der Band an anderer Stelle nur wenig Eigenständigkeit zugesprochen und Illuminata werden als „schlecht kopierte Halbversion[…]“ bekannter Interpreten des Genres besprochen, sowie als „tiefste und langweiligste Klischeemukke“ bezeichnet. Des Weiteren sei die Band in der Kooperation mit den Orchestern weniger versiert als andere Interpreten des Genres und „[k]omplexe Symbiosen von Metal und Symphonie, wie man das von EPICA oder HAGGARD kenn[e], [kämen] nicht zustande[.]“ (Michael Klaas auf Metal.de)

## Diskografie

### Alben
- 2009: From the Chalice of Dreams
- 2011: A World So Cold
- 2015: Where Stories Unfold

### EPs
- 2006: Lacrimal (Demo)
- 2009: A Frame of Beauty

### Singles
- 2009: Icechild
- 2009: A Frame of Beauty
- 2011: Cold Hands Warm Hearts
- 2015: Phoenix